# Percy Hobart
Generalmajor Sir Percy Cleghorn Stanley Hobart KBE CB DSO MC (født 14. juni 1885, død 19. februar 1957), også kendt som "Hobo", var en britisk militæringeniør, som blev kendt for at lede den 79. pansrede division under 2. Verdenskrig. Han var ansvarlig for udviklingen af de mange specialiserede, pansrede køretøjer ("Hobart's Funnies"), som tog del i invasionen i Normandiet og senere kampe.

## Tidlige liv
Hobart blev født i Naini Tal, Indien som søn af Robert T. Hobart, der var britisk embedsmand i Indien og Janetta Stanley fra Roughan Park, County Tyrone. Hans søster Elizabeth giftede sig med den senere feltmarskal, Bernard Montgomery. I sin ungdom studerede han historie, maleri, litteratur og kirkearkitektur. Han blev uddannet på Temple Grove School og Clifton College, og i 1904 fik han eksamen fra Royal Military Academy i Woolwich og blev officer i ingeniørtropperne. Han blev først udstationeret i Indien, men under 1. Verdenskrig gjorde han tjeneste i Frankrig og Mesopotamien (Irak).
I 1923 forudså han, at kampvogne ville komme til at dominere fremtidens slagmark og lod sig overføre til Royal Tank Corps. Mens han gjorde tjeneste her, fik han tilnavnet "Hobo" og blev i høj grad påvirket af B. H. Liddell Harts bøger om panserkrigsførelse. Han blev udpeget til instruktør på Command and Staff College i Quetta, hvor han gjorde tjeneste indtil 1927.
I november 1928 giftede Hobart sig med Dorothea Field, datter af oberst C. Field, Royal Marines. De fik en datter.
I 1934 blev Hobart udnævnt til brigadegeneral for den første permanente, pansrede brigade i Storbritannien og inspektør for Royal Tank Corps. Han måtte kæmpe for at få ressourcer til sit område, da den britiske hær stadig var domineret af konservative kavaleriofficerer.
I 1937 blev Hobart udnævnt til vicedirektør for stabsopgaver inden for kampvogne og senere direktør for militær træning. Han blev forfremmet til generalmajor.
I 1938 blev Hobart sendt af sted for at opstille og træne "Mobile Force" i Ægypten. Selv om kritikere kaldte styrken for "Mobile Farce", blev styrken senere til 7. pansrede division – Ørkenrotterne.

## Anden Verdenskrig
Sir Archibald Wavell sendte Hobart på pension i 1940 på grund af fjendtligsindede informationer fra krigsministeriet om hans "ukonventionelle" ideer om panserkrigsførelse.
Hobart gik ind i det lokale hjemmeværn som underkorporal og fik ansvar for forsvaret af hans lokale landsby Chipping Campden. "Chipping Campden blev straks pindsvinestilling struttende af trods", og Hobart blev forfremmet til at være områdets vice-organisator. Liddell Hart kritiserede beslutningen om at sende Hobart på pension og skrev en artikel i en avis. Winston Churchill blev bekendtgjort med sagen, og han fik Hobart tilbage i hæren igen i 1941. Hobart fik til opgave at optræne den 11. pansrede division, hvilket han fik anerkendelse for at have gjort ekstremt godt. Hans kritikere forsøgte igen at få ham fjernet, denne gang af helbredsmæssige årsager, men Churchill satte dem på plads. Efterfølgende blev han imidlertid forflyttet fra 11. pansrede division, da den skulle overføres til Tunesien i september 1942. Han var relativt gammel (57) til at have en aktiv kommando, og han havde været syg.
Hobart fik igen til opgave at opstille og træne en ny pansret division, denne gang den 79.

### 79. Pansrede division
Slaget ved Dieppe i august 1942 havde vist, at regulære kampvogne og infanteri ikke kunne overvinde befæstninger ved en amfibielandgang. Dette viste behovet for specielle køretøjer, som kunne håndtere natur- og menneskeskabte forhindringer ved den allierede invasion i Normandiet.
I marts 1943 var Hobarts 79. pansrede division på nippet til at blive nedlagt på grund af mangel på ressourcer, men imperiestabschefen feltmarskal Sir Alan Brooke fik den gode ide at bede Hobart om at omdanne sin division til en enhed med specialiserede, pansrede køretøjer. Hobart var efter sigende skeptisk i begyndelsen og konfererede med Liddell Hart, inden han accepterede efter en forsikring om, at det ville blive en operationel enhed med kampopgaver. Enheden blev omdøbt til den 79. eksperimentelle panserdivision Royal Engineers. Enhedens kendetegn var et sort tyrehoved med udspilede næsebor ovenpå en gul trekant. Dette mærke blev stolt båret af alle køretøjer. Hobarts svoger feltmarskal Bernard Law Montgomery meddelte Dwight D. Eisenhower sit behov for specielle kampvogne.
Under Hobarts ledelse samlede den 79. enheder af modificerede kampvognstyper, som kollektivt fik øgenavnet "Hobart's Funnies". Disse blev brugt ved invasionen i Normandiet og fik æren for at have hjulpet de allierede i land. Køretøjerne fra 79. blev tilbudt alle styrker, som tog del i landgangen, men amerikanerne afviste dem alle, undtagen amfibieudgaven af Sherman kampvognen (Sherman DD), hvilket kom til at koste dem dyrt ved Omaha Beach. Liddell Hart sagde om ham: at have skabt de bedste to britiske pansrede divisioner i krigen var en fremragende bedrift, men Hobart lavede sit hattrick med sin efterfølgende optræning af den specialiserede 79. pansrede division, den afgørende faktor på D-dag.
Køretøjerne i den 79. blev ikke indsat som samlede enheder, men blev tilknyttet andre enheder. Ved krigens slutning havde den 79. næsten 7.000 køretøjer. Divisionen blev nedlagt den 20. august 1945.
Hobart gik igen på pension i 1946 og døde i 1957 i Farnham i Surrey.
En kaserne i Detmold i Tyskland blev opkaldt efter ham. Hobart Barracks er siden blevet leveret tilbage til den tyske stat og fungerer ikke længere som kaserne.

## Dekorationer og udmærkelser
I 1943 blev Hobart Knight Commander of the Order of the British Empire (KBE). Efter krigen blev han tildelt den amerikanske Legion of Merit. I løbet af sin karriere blev Hobart også en Companion of the Order of the Bath (CB) og for sin indsats i 1. Verdenskrig fik han Distinguished Service Order (DSO) and Military Cross (MC). I løbet af sin karriere blev han omtalt i depecher 9 gange.

## Yderligere læsning
- Delaforce, Patrick. Churchill's Secret Weapons: The Story of Hobart's Funnies. (2007) ISBN 978-1-84415-464-7

## Fodnoter
1. 1 2  Houterman & Koppes
2. ↑  British Army Officers 1939-1945 – H
3. ↑  Keegan, J (ed.): Churchill's Generals, p. 247
4. ↑  Keegan, J (ed.): Churchill's Generals, p. 253

## Eksterne kilder
- Royal Engineers Museum Arkiveret 7. april 2009 hos  Wayback Machine Royal Engineers biographies (Percy Hobart)
- Detaljeret opsummering af Hobarts karriere